# Daniel Friedrich Hindersin
Daniel Friedrich Hindersin (auch Daniel Friedrich Hindersin d. J.; * um 1704 in Stolp, Hinterpommern, Königreich Preußen; † 28. November 1780 in Königsberg, Königreich Preußen) war preußischer Kriegs- und Steuerrat und dirigierender Bürgermeister von Königsberg.

## Leben
Der Vater Daniel Friedrich Hindersin († 1718) war Rektor der Stadtschulen in Soldin und Stolp. Nach dessen frühem Tod kam der Junge in das Waisenhaus in Königsberg,  Vormund wurde sein Onkel, der Schlossbaumeister Johann Caspar Hindersin. 1721 studierte er in Königsberg und heiratete 1737 dort. Danach lebte er im ostpreußischen Barten und wurde Kriegs- und Steuerrat.
Am 12. Januar 1752 wurde Daniel Friedrich Hindersin zum dirigierenden Bürgermeister von Königsberg eingesetzt, ohne Wahl durch den Magistrat.
Anfang 1758 war er bei der Übergabe der Stadt an die russischen Besatzungsmacht während des Siebenjährigen Krieges beteiligt.
Ab 1762 war er wieder dirigierender Bürgermeister.
1770 wurde Hindersin als „Königl. Preuß. Kriegs-Rath, Policey-Director, dirigirender Bürgermeister u. Pupillaris, wohnet an dem Altstädtischen Marckt im Bürgermeister-Hause“, bezeichnet und war auch Mitglied der Servies-Commission. Er war zeitweise ebenfalls Amtmann und General-Pächter des Amts Czychen.

## Ehen und Nachkommen
Daniel Friedrich Hindersin war mit Eleonore Sophia Kindler seit 1737  verheiratet. Kinder waren
- Friedrich Heinrich Hindersin (* ca. 1729/ + 8.11.1741 Königsberg)[3]
- Carl Heinrich Hindersin (oo 23.8.1767 Jgf. Maria Elisabeth Peterson in Tapiau)[4]
- Friderica Regina Sophie Hindersin (* 3.6.1738, Taufe 15.8.1738 in Königsberg)
- Eleonore Henriette Hindersin (* 7. September 1744 in Barten; † 30. Juli 1806 in Stargard) heiratete 1777 den niederländischen Patrizier in Danzig Carl Heinrich Soermann († 1780), dann 1781 den Grafen Otto Karl Ludwig von Schwerin, von dem sie sich im gleichen Jahr wieder scheiden ließ, und 1785 den späteren General Franz Otto von Pirch.[5]
- David Friedrich Heinrich Hindersin (* 15.12.1779 Gumbinnen/ + 16.6.1789 Gumbinnen)[6] Als Mutter ist eine gebürtige Niederstettin angegeben. Folglich muss es eine zweite Ehe gegeben haben.